# 艾尔德陶尔乔
艾尔德陶尔乔，是匈牙利诺格拉德州所辖的一个村。总面积15.07平方公里，总人口521，人口密度34.6人/平方公里（2011年1月1日）。